# Lasioglossum debile
Lasioglossum debile är en biart som först beskrevs av Morawitz 1893.  Lasioglossum debile ingår i släktet smalbin, och familjen vägbin. Inga underarter finns listade i Catalogue of Life.